# Bipiramide triangolare
In geometria, la bipiramide triangolare è un esaedro che risulta essere anche il primo elemento di un insieme infinito di bipiramidi transitive per facce.

## Caratteristiche
Come suggerito dal nome, questo solido con 6 facce, che risulta essere il poliedro duale del prisma triangolare, può essere costruito unendo due tetraedri per una faccia. Sebbene tutte le sue facce siano congruenti ed essa sia transitiva per facce, la bipiramide triangolare non è un solido platonico perché alcuni suoi vertici sono comuni a tre facce e altri a quattro facce.
Nel caso in cui le facce della bipiramide siano tutte triangoli equilateri, allora essa diventa uno dei 92 solidi di Johnson, in particolare il J12. In quanto solido di Johnson, tale bipiramide triangolare è un poliedro convesso e non uniforme e il fatto che le sue facce siano tutte costituite da poligoni regolari la rende un deltaedro, in particolare uno degli otto deltaedri strettamente convessi.

## Formule
Considerata una bipiramide triangolare con tutte le facce regolari e con spigolo di lunghezza {\displaystyle L}, le seguenti formule consentono di calcolarne l'altezza {\displaystyle H}, l'area della superficie {\displaystyle A} e il volume {\displaystyle V}:
{\displaystyle H={\frac {2{\sqrt {6}}}{3}}L\approx 1,632993162\cdot L;}
{\displaystyle A={\frac {3{\sqrt {3}}}{2}}L^{2}\approx 2,598076211\cdot L^{2};}
{\displaystyle V={\frac {\sqrt {2}}{6}}L^{3}\approx 0,235702260\cdot L^{3}.}

## Poliedro duale
Il poliedro duale della bipiramide triangolare è, come detto, il prisma triangolare, ossia un prisma con cinque facce: due triangoli equilateri paralleli uniti da una serie di tre rettangoli. Sebbene il prisma triangolare abbia anche una forma che lo rende un poliedro uniforme, ossia quella in cui le sue facce laterali sono quadrati, il poliedro duale della bipiramide triangolare ha le facce laterali rettangolari e non è un poliedro uniforme.

## Poliedri e tassellature dello spazio correlati
Come gli altri poliedri, anche la bipiramide triangolare può essere sottoposta a operazione di rettificazione (ossia un troncamento dove gli spigoli sono ridotti della metà), troncamento e levigatura (altrimenti detto anche "addolcimento"). Nella figura sottostante sono rappresentate queste tre operazioni applicate in sequenza al nostro poliedro.

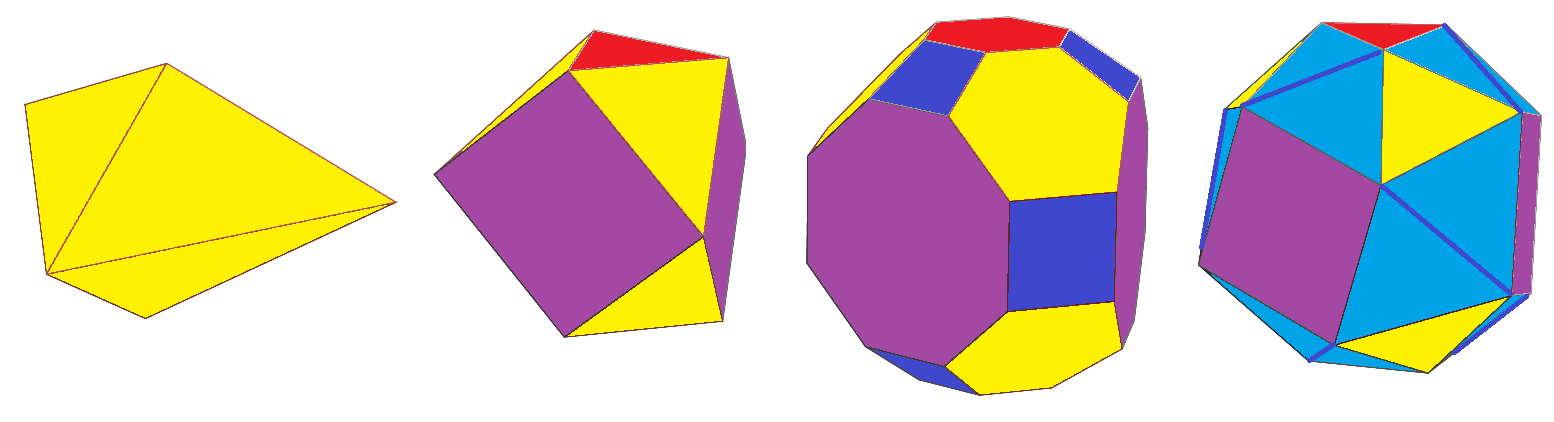
Da sinistra a destra una bipiramide triangolare sottoposta in sequenza a rettificazione, troncamento e levigatura.

La bipiramide triangolare può essere utilizzata per formare una tassellatura dello spazio completa assieme a ottaedri o assieme a tetraedri troncati.

## Poliedro aumentato

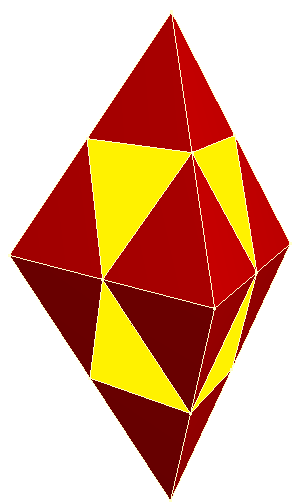
Bipiramide triangolare costruita aumentando due ottaedri impilati.

La bipiramide triangolare può essere costruita aumentando solidi più piccoli, nella fattispecie due ottaedri regolari impilati con tre bipiramidi triangolari (o sei tetraedri) attorno ai lati e un tetraedro sia sopra che sotto. Il poliedro risultante da tale aumento, che può anche essere creato dall'aumento di una cella di una tassellatura dello spazio tetra-ottaedrica girata, ha 24 facce a forma di triangolo equilatero (4 per faccia), non è un solido di Johnson, avendo esso delle facce complanari, ed è uno degli infiniti casi di deltaedro non strettamente convesso. Si possono generare allo stesso modo poliedri triangolari più grandi, con 9, 16, 25 e più triangoli equilateri per ognuna delle 6 facce, viste come sezione di una tassellatura triangolare.

## Proiezione su sfera
La proiezione su una sfera di una bipiramide triangolare sembra la composizione di un osoedro e di un diedro trigonali, ed è membro di una serie infinita di proiezioni su sfera di composti di coppie di poliedri regolari in posizione duale. In associazione con gli altri membri della serie, la bipiramide triangolare è talvolta chiamata "esaedro deltoidale" (o "trapezoidale"), sebbene in essa i "deltoidi" siano dei triangoli e non degli aquiloni.
| Simmetria *n32 [n,3] | Sferica    | Sferica    | Sferica    | Sferica    | Planare    | Iperbolica compatta | Iperbolica compatta | Iperbolica paracompatta |
| Simmetria *n32 [n,3] | *232 [2,3] | *332 [3,3] | *432 [4,3] | *532 [5,3] | *632 [6,3] | *732 [7,3]          | *832 [8,3]...       | *∞32 [∞,3]              |
| -------------------- | ---------- | ---------- | ---------- | ---------- | ---------- | ------------------- | ------------------- | ----------------------- |
| Figure Incidenza     | V3.4.2.4   | V3.4.3.4   | V3.4.4.4   | V3.4.5.4   | V3.4.6.4   | V3.4.7.4            | V3.4.8.4            | V3.4.∞.4                |